# Théorème des six exponentielles
En mathématiques, et plus spécialement dans la théorie des nombres transcendants, le théorème des six exponentielles, publié par Serge Lang et Kanakanahalli Ramachandra dans les années 1960, garantit, sous certaines conditions, l'existence d'au moins un nombre transcendant parmi six nombres écrits sous forme exponentielle.
Ce théorème permet donc de prouver la transcendance d'un nombre, en mettant en évidence qu'il fait partie de six nombres vérifiant les hypothèses du théorème, dès lors que les cinq autres sont algébriques.
Il existe de nombreuses variantes de ce théorème, dont certaines sont encore des conjectures. Le diagramme ci-contre montre les implications logiques entre tous ces résultats ou conjectures.

## Énoncé
On note ℚ le corps des rationnels et L le ℚ-espace vectoriel des « logarithmes de nombres algébriques », c'est-à-dire l'ensemble des nombres complexes dont l'exponentielle est un nombre algébrique. Le théorème des six exponentielles dit que si, dans une matrice 3×2 à coefficients dans L, chaque ligne et chaque colonne est ℚ-libre (ou, ce qui revient au même : ℤ-libre), alors cette matrice est de rang 2 sur ℚ :
Théorème des six exponentielles — Soient x1, x2, x3 trois complexes ℚ-linéairement indépendants et y1, y2 deux complexes également ℚ-linéairement indépendants. Alors, l'un au moins des six nombres exp(xiyj) est transcendant.

## Historique
Le théorème des six exponentielles n'a été officiellement formulé et démontré que dans les années 1960, indépendamment, par Lang et Ramachandra. Cependant, Lang admet « qu'il peut être considéré comme un corollaire d'un résultat de Schneider, et que Siegel [son directeur de thèse] le connaissait ». En effet, dans un article de 1944, Leonidas Alaoglu et Paul Erdős s'appuient sur une communication privée de Siegel à ce sujet pour démontrer que le rapport de deux nombres colossalement abondants consécutifs est toujours soit premier, soit semi-premier ; plus précisément, ils utilisent le cas particulier suivant du théorème : si q, r et s sont trois nombres premiers distincts et x un réel alors « qx, rx et sx ne peuvent pas être simultanément rationnels sauf si x est un entier ». Par exemple si 2x, 3x et 5x sont simultanément rationnels (donc algébriques) alors, puisque (x1, x2, x3) := (log 2, log 3, log 5) est libre, (y1, y2) :=(1, x) est lié, c'est-à-dire que x est rationnel (donc entier, puisque 2x est rationnel).

## Théorème des cinq exponentielles
Un théorème similaire mais plus fort est le suivant :
Théorème des cinq exponentielles, — Soient (x1, x2) et (y1, y2) deux couples de nombres complexes, chaque couple étant ℚ-libre, et γ un nombre algébrique non nul. Alors, l'un au moins des cinq nombres suivants est transcendant :
{\displaystyle {\rm {e}}^{x_{1}y_{1}},\,{\rm {e}}^{x_{1}y_{2}},\,{\rm {e}}^{x_{2}y_{1}},\,{\rm {e}}^{x_{2}y_{2}},\,{\rm {e}}^{\gamma x_{2}/x_{1}}.}
Il est à son tour impliqué par la conjecture des quatre exponentielles, toujours ouverte, qui prévoit que
Conjecture des quatre exponentielles — Au moins un des quatre premiers nombres de la liste précédente est transcendant.
Autrement dit : le même résultat que le théorème des six exponentielles mais pour une matrice 2×2.

## Théorème pointu des six exponentielles
Un autre théorème, qui implique celui des cinq exponentielles, est le suivant :
Théorème pointu des six exponentielles — Soient x1, x2 deux complexes ℚ-linéairement indépendants, y1, y2, y3 trois complexes également ℚ-linéairement indépendants, et βij, pour 1 ≤ i ≤ 2 et 1 ≤ j ≤ 3, six nombres algébriques tels que les six nombres exiyj – βij sont algébriques. Alors les six exposants xiyj – βij sont nuls.
Le théorème des cinq exponentielles s'ensuit en posant βij = 0 pour chaque (i, j) ≠ (1, 3), β13 = γ, y3 = γ/x1, et en appliquant le théorème de Baker à (x1y1, x1y2).
Il y a également une version pointue du théorème des cinq exponentielles. C'est la conjecture suivante, qui impliquerait le théorème pointu des six exponentielles :
Conjecture pointue des cinq exponentielles — Soient (x1, x2) et (y1, y2) deux couples de nombres complexes, chaque couple étant ℚ-libre, et α, β11, β12, β21, β22, γ six nombres algébriques avec γ ≠ 0, tels que les cinq nombres suivants sont algébriques :
{\displaystyle {\rm {e}}^{x_{1}\;y_{1}-\beta _{11}},\;{\rm {e}}^{x_{1}\;y_{2}-\beta _{12}},\;{\rm {e}}^{x_{2}\;y_{1}-\beta _{21}},\;{\rm {e}}^{x_{2}\;y_{2}-\beta _{22}},\;{\rm {e}}^{\gamma \;{x_{2} \over x_{1}}-\alpha }.}
Alors les cinq exposants sont nuls : xiyi = βij pour chaque (i, j) et γx2 = αx1.
Une conséquence de cette conjecture serait la transcendance — pas encore démontrée — de eπ2, en posant x1 = y1 = β11 = 1, x2 = y2 = iπ, et α = β12 = β21 = β22 = γ = 0.

## Théorème fort des six exponentielles
Les théorèmes et conjectures dans ce domaine existent également dans leurs versions fortes.
On note ici L* l'espace vectoriel engendré, sur le corps ℚ des nombres algébriques, par 1 et l'ensemble L des « logarithmes de nombres algébriques ». Le théorème suivant, démontré par Damien Roy, implique le théorème pointu des six exponentielles :
Théorème fort des six exponentielles — Soient x1, x2 deux complexes ℚ-linéairement indépendants et y1, y2, y3 trois complexes également ℚ-linéairement indépendants. Alors, l'un au moins des six nombres xiyj n'est pas dans L*.
Autrement dit : si, dans une matrice 2×3 à coefficients dans L*, chaque ligne et chaque colonne est ℚ-libre, alors cette matrice est de rang 2 sur ℚ.
La conjecture suivante, formulée par Michel Waldschmidt, impliquerait à la fois le théorème fort des six exponentielles et la conjecture pointue des cinq exponentielles :
Conjecture forte des cinq exponentielles — Soient (x1, x2) et (y1, y2) deux couples de nombres complexes, chaque couple étant ℚ-libre. Alors, l'un au moins des cinq nombres suivants n'est pas dans L* :
{\displaystyle x_{1}\;y_{1},\,x_{1}\;y_{2},\,x_{2}\;y_{1},\,x_{2}\;y_{2},\,{x_{1} \over x_{2}}.}
La conjecture suivante, qui étend le théorème de Baker, impliquerait toutes les conjectures et tous les théorèmes ci-dessus :
Conjecture d'indépendance algébrique des logarithmes — Si des logarithmes de nombres algébriques sont ℚ-linéairement indépendants, alors ils sont algébriquement indépendants.

## Généralisation aux variétés de groupes commutatifs
La fonction exponentielle ez uniformise la fonction exponentielle sur le groupe multiplicatif Gm. Par conséquent, on peut reformuler le théorème des six exponentielles de façon plus abstraite comme suit :

Soit {\displaystyle G=G_{m}\times G_{m}} et soit {\displaystyle u:C\rightarrow G(C)} un homomorphisme de groupes non nul analytique sur C. Soit L l'ensemble des nombres complexes z pour lesquels u(z) est un point algébrique de G. Si un ensemble générateur minimal de L sur ℚ a plus de deux éléments, alors l'image u(C) est un sous-groupe algébrique de G(C).

L'énoncé du théorème des six exponentielles peut ainsi être généralisé à une variété arbitraire de groupes commutatifs G sur le corps des nombres algébriques.
On peut aussi prendre {\displaystyle G=G_{m}\times G_{m}\times G_{m}} et remplacer « plus de deux éléments » par « plus d'un élément » ; on obtient ainsi une autre variante de la généralisation. Cependant cette « conjecture généralisée des six exponentielles » semble encore hors d'atteinte dans l'état actuel de la théorie des nombres transcendants.
Dans les cas particuliers, mais intéressants, où {\displaystyle G=G_{m}\times E} et {\displaystyle G=E\times E'} , et où {\displaystyle E,E'} sont des courbes elliptiques sur le corps des nombres algébriques, des résultats en direction de la conjecture des six exponentielles généralisées ont été prouvés par Aleksander Momot. Ces résultats impliquent la fonction exponentielle ez et une fonction de Weierstrass {\displaystyle \wp } resp. deux fonctions de Weierstrass {\displaystyle \wp ,\wp '} avec des invariants algébriques {\displaystyle g_{2},g_{3},g_{2}',g_{3}'}, au lieu des deux fonctions exponentielles ey1z, ey2z dans l'énoncé classique.
Soit {\displaystyle G=G_{m}\times E} et supposons que {\displaystyle E}  n'est pas isogène (en) à une courbe sur un corps réel et que u(C) n'est pas un sous-groupe algébrique de G(C). Alors L est engendré sur {\displaystyle \mathbb {Q} } soit par deux éléments {\displaystyle x_{1},x_{2}}, soit par trois éléments {\displaystyle x_{1},x_{2},x_{3}} qui ne sont pas tous contenus dans une droite réelle {\displaystyle \mathbb {R} (c)}, où {\displaystyle c} est un nombre complexe non nul. Un résultat similaire existe pour {\displaystyle G=E\times E'} G. = E × E′.